# The Gospel Coalition
A Coalizão do Evangelho, ou TGC (abreviação em inglês para The Gospel Coalition), é uma união de igrejas evangélicas e igrejas reformadas.

## História
Foi fundada em 2005 pelos pastores e teólogos cristãos D.A Carson e Tim Keller. A missão da TGC é incentivar e educar os líderes cristãos "atuais e da próxima geração", defendendo "princípios e práticas centrados no evangelho". O ministério procura estender sua influência através de seu website, conferências, publicações e outros projetos e iniciativas. Tem uma inclinação calvinista muito forte , com ênfase na transformação cultural. Em 2012, o grupo International Outreach aderiu à TGC. Este ramo do ministério faz parcerias com tradutores, editoras e redes de missões para fornecer novo acesso a recursos evangélicos em formatos digitais e físicos para países em todo o mundo. Desde 2006, a TGC International Outreach distribuiu quase 600.000 recursos em mais de 130 países na África, Ásia, América do Sul e Europa.

## Programas

### Projetos
Atualmente, a TGC mantém oito projetos em andamento, incluindo um diretório da igreja, um quadro de empregos e uma agência de palestras.

### Themelios
Themelios é uma revista teológica internacional, evangélica e revisada por especialistas, destinada a estudantes e pastores teológicos que "expõe e defende a fé cristã histórica". A revista começou em 1975 e foi operada pela RTSF / UCCF no Reino Unido, e tornou-se uma revista digital operada pela TGC em 2008. A equipe editorial atrai participantes de todo o mundo como editores, ensaístas e revisores. Themelios é publicado três vezes por ano on-line no site da TGC em PDF e HTML.

### No Brasil
Em outubro de 2018, o Ministério Fiel anunciou na Conferência Fiel para Pastores e Líderes 2018, o lançamento do Ministério Coalização Pelo Evangelho. O pastor Franklin Ferreira foi nomeado presidente do Conselho do TGC no Brasil.[carece de fontes?] O novo Ministério está diretamente ligada ao ministério The Gospel Coalition (TGC) por laços de mútua cooperação e compartilhamento de visão. Assim, os membros do conselho da Coalizão pelo Evangelho são responsáveis pelo direcionamento, liderança e zelo da visão ministerial e teológica deste ministério no Brasil.

## Crítica
A TGC foi criticada por Jonathan Merritt, do Religion News Service por assumir uma "postura de crítica constante" e por afastar dissidência.